# Garden Grove (Kalifornie)
Garden Grove je město v okresu Orange County ve státě Kalifornie ve Spojených státech amerických. Leží 55 kilometrů jižně od města Los Angeles a městem prochází ve směru východ - západ státní silnice Route 22 známá také jako Garden Grove Freeway. Západní část města je známá jako West Garden Grove. K roku 2010 zde žilo 170 883 obyvatel. S celkovou rozlohou 46,513 km² byla hustota zalidnění 3 700 obyvatel na km².